# Phymatodes exigua
Phymatodes exigua là một loài thực vật có mạch trong họ Polypodiaceae. Loài này được (Heward) Underw. miêu tả khoa học đầu tiên năm 1903.